# طريق الولايات المتحدة 66
طريق الولايات المتحدة 66، أو (طريق 66)، وكذلك يُعرف باسم طريق ويل روجرز السريع أو الشارع الرئيسي في أمريكا أو الطريق الأم، كان واحد من أول الطرق السريعة في نظام الطرق السريعة الأمريكي. تم تأسيس هذا الطريق رقم 66 في 11 نوفمبر 1926، وتم تركيب علامات الطرق في العام التالي. وقد أصبح هذا الطريق من أشهر الطرق السريعة في الولايات المتحدة، يبدأ الطريق من شيكاغو، إلينوي، عبر ميسوري، كانساس، أوكلاهوما، تكساس، نيو مكسيكو، وأريزونا قبل أن ينتهي في سانتا مونيكا في مقاطعة لوس أنجلوس، كاليفورنيا، بمساحة إجمالية طولها
2,448 ميل (3,940 كـم). أشتهر شعبياً من خلال أغنية "(Get Your Kicks on) Route 66" والمسلسل التلفزيوني Route 66 television show في الستينات. كما ذكره جون ستاينبيك في روايته عناقيد الغضب (1939)، ويعد «الطريق السريع 66» رمز قوي للهروب والخسارة.